# Nathan Shaham

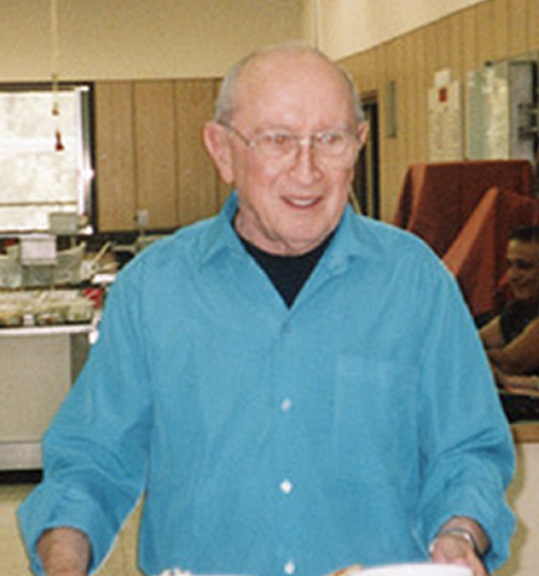
Nathan Schacham im Kibbuz Beit Alfa, November 2000

Nathan Schacham (hebräisch נָתָן שָׁחָם Natan Schacham, in Sprachen ohne den Laut ch (IPA χ): auch Shaham; * 29. Januar 1925 als Nathan Steinman in Tel Aviv, Palästina (Völkerbundsmandat); † 18. Juni 2018 im Kibbuz Beit Alfa) war ein israelischer Schriftsteller.

## Leben und Werk
Nathan Schacham wurde 1925 in Tel Aviv geboren. Er ist ein Sohn des Schriftstellers Eliʿezer Steinman (אליעזר שטיינמן), der 1924 mit seiner Familie ins Völkerbundsmandatsgebiet Palästina immigriert war. Schacham absolvierte das Herzlia-Gymnasium und wurde 1945 Mitglied im Kibbuz Beit Alfa, wo er bis zu seinem Tode lebte. Während des Israelischen Unabhängigkeitskrieges 1948 kämpfte er in einer Eliteeinheit der Palmach.
Von 1977 bis 1980 war er israelischer Kulturattaché in New York. Danach war er Vizepräsident der Israel Broadcasting Authority und Cheflektor des Verlags Hozaʾat Sifrijjat Poʿalim
(הוֹצָאַת סִפְרִיַּת פּוֹעֲלִים).
Schacham publizierte mehr als 40 Bücher, überwiegend Romane, aber auch Bände mit Erzählungen und Kinderbücher; außerdem schrieb er mehrere Theaterstücke. Schacham gehörte in den 1950er Jahren zu einer Gruppe realistisch schreibender Autoren, die eine fiktionale Geschichte in einen klaren realistischen Bezugsrahmen setzten. Manche Leser diskutierten und stritten mit den Autoren über Details, als handele es sich um dokumentarisches Material. Schacham ging im Buch Ha-Elim Atzelim (1949) darauf ein und erklärte, ab und zu von der Realität abzuweichen, ihr aber insgesamt treu zu bleiben und den Grundsätzen des sozialistischen Realismus zu folgen. Schachams Genre in den ersten Jahrzehnten seines Schaffens charakterisiert Gershon Shaked als „soziologischen Roman“, weil der gesellschaftliche Stoff gegenüber anderen Komponenten dominierend ist. Anstatt einen bestimmten Protagonisten oder ein Thema in den Mittelpunkt zu stellen, beschäftigt sich der Autor mit verschiedenen gesellschaftlichen Gruppen. Zum Beispiel schildert er die Kibbuzgesellschaft mit ihren Normen und beschreibt die Eingewöhnung europäischer Immigranten in das Kibbuzleben. Schachams zionistisch-sozialistische Überzeugung kommt in einigen seiner Werke zum Ausdruck, und so wurde er von linken Rezensenten gelobt; dagegen forderten andere Rezensenten vielschichtigere Romanhelden und beurteilten sein Werk kritischer. In den späten 1960er Jahren versuchte Schacham, den realistischen Roman neu zu beleben, indem er Figuren vielschichtiger beschrieb und soziale Probleme aus verschiedenen Perspektiven beleuchtete; dazu zählen das Verhältnis von Individuum und Gruppe im Kibbuz oder die Wiedergutmachungszahlungen aus Deutschland. Schachams Figuren reden viel; dies gilt auch für den Roman Rosendorf-Quartett, sein literarisch interessantestes Buch, das von der Kritik sehr gut aufgenommen wurde.

### Einzelne Werke
Rosendorf-Quartett, hebr. Reviʿiyat Rosendorf (1987), schildert die Eingewöhnungsversuche der fünf Hauptpersonen, vier Mitglieder eines Streichquartetts und ein Schriftsteller, die in den 1930er Jahren als Juden aus Nazi-Deutschland ins Mandatsgebiet Palästina emigrieren. Es entstehen Spannungen dadurch, dass die vier Männer der Gruppe dieselbe Frau, die Bratschistin Eva Staubenfeld, lieben und jeder auf seine Art mit seiner Liebe und Enttäuschung umgeht. Außerdem ist die Gruppe in ihrer Einstellung zu Eretz Israel gespalten, Friedman ist der einzige überzeugte Zionist unter ihnen, zwei andere lehnen den Zionismus ab und betrachten ihn als eine zum Scheitern verurteilte Spinnerei. Kurt Rosendorf, der Gründer des Quartetts, sieht die Musik als sein wahres Heimatland an. Schacham verwendet die Technik des Perspektivenwechsels und beschreibt oftmals dasselbe Ereignis aus verschiedenen Erzählperspektiven. Egon Loewenthal, der Schriftsteller der Fünfergruppe, tritt als Erzähler auf. Schacham versucht außerdem, durch Einfügung von Briefen und Tagebuchpassagen den Eindruck eines nicht-fiktionalen Textes zu erreichen.
Als Fortsetzung zu Rosendorf-Quartett erschien 2001 der Roman Tzilo schel Rosendorf (deutsch Schatten Rosendorfs, nur auf Hebräisch), der in den Jahren 1973 bis 1975 spielt und spannende Verwicklungen beschreibt. Die Hauptperson ist der Historiker Arnon Rosen, der Sohn des Geigers Kurt Rosendorf. Er will eine Dissertation über Nazi-Deutschland schreiben, aber auch über einige Geheimnisse seines Vaters und weiterer Personen aus dessen Generation Recherchen anstellen. Arnon erfährt, dass eine Halbschwester aus der früheren Ehe seines Vaters in Frankfurt am Main lebt, und er besucht sie.

## Auszeichnungen (Auswahl)
- 1958: Shlonsky-Preis
- 1988 Bialik-Preis
- 1992: American National Jewish Book Award for Fiction
- 1993: Neuman Prize
- 2005: ADAI-WIZO-Preis (Italien) für The Rosendorf Quartet
- 2007: Prime Minister’s Prize
- 2012: Israel-Preis für Leistungen im Gebiet Hebräische Literatur und Dichtung

## Werke in deutscher Übersetzung
- Rosendorf-Quartett. Roman. Aus dem Hebr. übersetzt von Mirjam Pressler, Dvorah-Verlag, Frankfurt am Main 1990. Als Taschenbuch: Insel-Verlag, Frankfurt am Main 1994